# Ayoub Oufkir
Ayoub Oufkir (Rotterdam, 4 januari 2006) is een Nederlands voetballer die doorgaans speelt als vleugelspeler. In augustus 2024 debuteerde hij voor Sparta Rotterdam.

## Clubcarrière
Oufkir speelde vanaf zijn zevende in de jeugdopleiding van Sparta Rotterdam. Hier maakte hij in het seizoen 2023/24 zijn eerste minuten in het belofteteam, uitkomend in de Tweede divisie. Tijdens de voorbereiding op de jaargang erna mocht hij zich bij het eerste elftal melden. Hierop tekende Oufkir op zijn eerste professionele contract bij Sparta. Zijn debuut in het eerste elftal volgde op 17 augustus 2024, op bezoek bij FC Twente. Die club kwam door een benutte strafschop van Sem Steijn op voorsprong, waarna Oufkir van coach Jeroen Rijsdijk mocht invallen voor Mohamed Nassoh. In de blessuretijd was de vleugelspeler met een assist op Tobias Lauritsen mede verantwoordelijk voor de beslissende 1–1. Oufkir maakte zijn eerste professionele doelpunt op 31 oktober 2024, toen mede door zijn treffer in de verlenging gewonnen werd van USV Hercules in de KNVB Beker.

## Clubstatistieken

### Beloften
| Seizoen | Club                  | Competitie     | Competitie | Competitie | Nacompetitie | Nacompetitie | Totaal | Totaal |
| Seizoen | Club                  | Competitie     | Wed.       | Dlp.       | Wed.         | Dlp.         | Wed.   | Dlp.   |
| ------- | --------------------- | -------------- | ---------- | ---------- | ------------ | ------------ | ------ | ------ |
| 2023/24 | Jong Sparta Rotterdam | Tweede divisie | 15         | 0          | —            | —            | 15     | 0      |
| 2024/25 | Jong Sparta Rotterdam | Tweede divisie | 12         | 9          | 2            | 0            | 14     | 9      |
| Totaal  | Totaal                | Totaal         | 27         | 9          | 2            | 0            | 29     | 9      |

### Senioren
| Seizoen | Club             | Competitie | Competitie | Competitie | Beker | Beker | Internationaal | Internationaal | Totaal | Totaal |
| Seizoen | Club             | Competitie | Wed.       | Dlp.       | Wed.  | Dlp.  | Wed.           | Dlp.           | Wed.   | Dlp.   |
| ------- | ---------------- | ---------- | ---------- | ---------- | ----- | ----- | -------------- | -------------- | ------ | ------ |
| 2024/25 | Sparta Rotterdam | Eredivisie | 6          | 0          | 2     | 1     | —              | —              | 8      | 1      |
| Totaal  | Totaal           | Totaal     | 6          | 0          | 2     | 1     | 0              | 0              | 8      | 1      |

Bijgewerkt op 16 juni 2025.

## Erelijst
| EK –19 | 1 | 2025 |